# Thecocoelurus
Genre
Espèce
Synonymes
Valdoraptor? (Olshevsky, 1991)
Thecocoelurus est un genre de dinosaures théropodes du Crétacé retrouvé en Angleterre. Avec Valdoraptor, il est l'un des deux premiers spécimens d'ornithomimosaure d'Angleterre. L'espèce-type, Thecocoelurus daviesi, a été nommée Thecospondylus daviensi par Harry Govier Seeley en 1888.
Le genre est basé sur l'holotype NHMUK PV R181, constitué du fossile partiel d'une vertèbre cervicale retrouvée au cours du XIXe siècle par William Darwin Fox dans une strate datée du Barrémien de la formation géologique de Wessex (en), à l'Île de Wight.

## Histoire
Après la mort de William Darwin Fox, la Fox Collection a été acquise par le British Museum of Natural History. Le paléontologue William Davies remarque le spécimen et lui trouve des similitudes avec Coelurus[réf. nécessaire].
Harry Govier Seeley associe les restes à l'espèce-type Thecospondylus daviensi en 1888.
En 1901, Franz Nopcsa renomme l'espèce Coelurus daviesi. En 1923, Friedrich von Huene affirme que l'espèce doit être retirée à la fois de Thecospondylus et de Coelurus et crée le nouveau genre Thecocoelurus. Le nom générique est une contraction de « Thecospondylus » et de « Coelurus ».

## Classification
Von Huene classe d'abord le genre chez les Coeluridae, mais change d'avis et affirme en 1926 qu'il pourrait appartenir aux Ornithomimidae.
En 2001, Thecocoelurus est considéré nomen dubium par Darren Naish (en) et al., qui le classent chez les Oviraptorosauria, ce qui en ferait le seul fossile d'oviraptorosaure jamais retrouvé en Europe.
En 2004, James Kirkland (en) et al. affirment que Thecocoelurus ne serait pas un oviraptorosaure, mais plutôt un thérizinosaure lié de près à Falcarius.
Une nouvelle étude publiée en 2014, par R. Allain et al., démontre que Thecocoelurus est très probablement l'un des plus vieux ornithomimosaures connus. Certains auteurs mettent Thecocoelurus en synonymie avec Valdoraptor. Si tel était le cas, R. Allain et al. (2014) précisent que Thecocoelurus daviesi (Seeley, 1888) aurait la priorité sur Valdoraptor oweni (Olshevsky, 1991). Dans cette même étude, Thecocoelurus est considéré, tout comme Valdoraptor, comme nomen dubium,,, ainsi que d'autres études comme D. Naish (2002), et D. Naish D. M. Martill (2007),.